# Cazzano Sant'Andrea
Cazzano Sant'Andrea (AFI: [kaˈʦːaːno santanˈdrɛa]; Cazzà [kaˈʦːa] in dialetto bergamasco) è un comune italiano di 1 693 abitanti della provincia di Bergamo in Lombardia.
Situato in Val Gandino, alla sinistra orografica del fiume Serio, dista circa 24 chilometri a nord-est dal capoluogo orobico ed è compreso nella Comunità montana della Valle Seriana.

## Geografia fisica

### Territorio

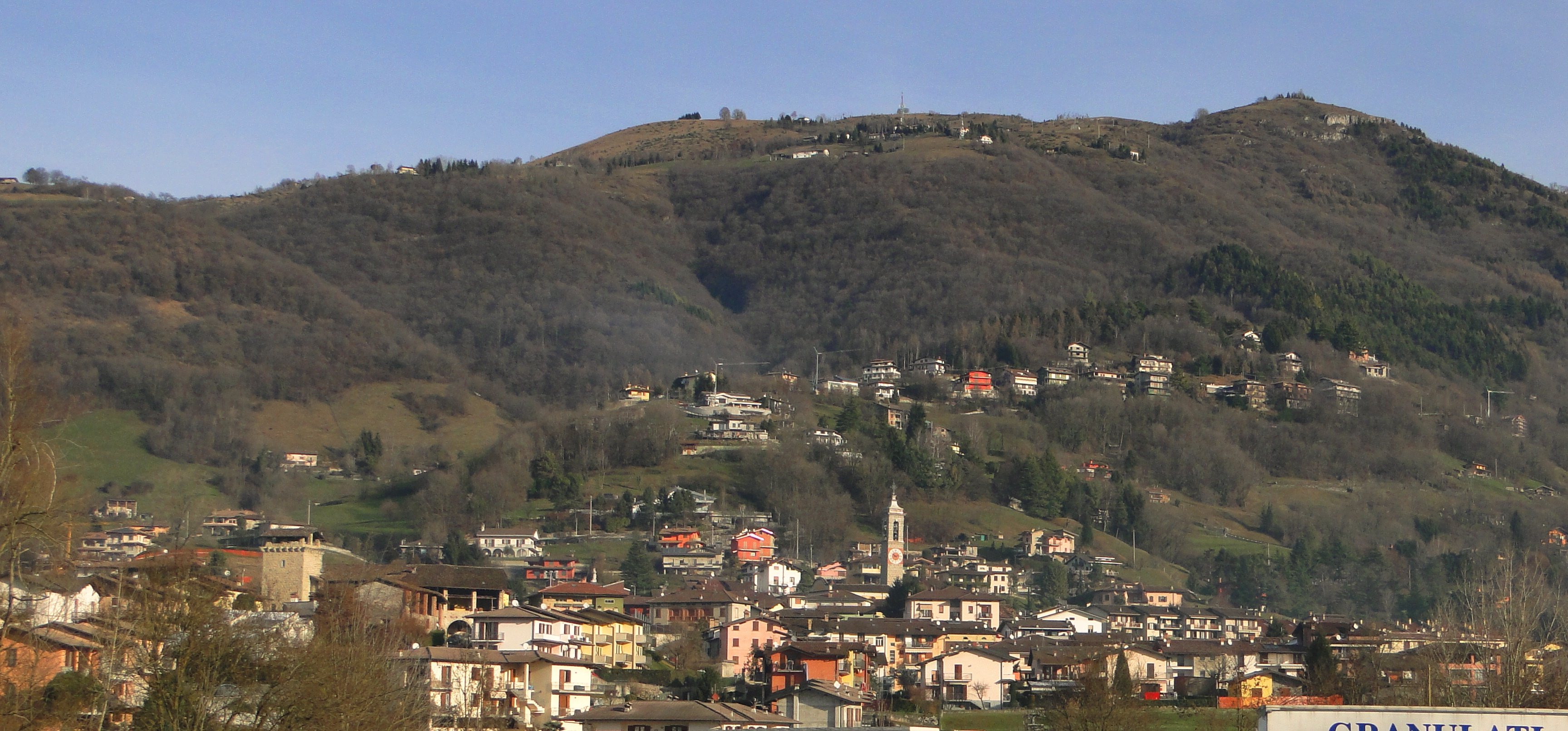
Vista dell'abitato di Cazzano sant'Andrea, con il pizzo di Casnigo e la cresta del Farno.

Il territorio comunale è interamente collinare e si sviluppa presso la parte centrale dell'altipiano della val Gandino, sulle pendici orientali del pizzo di Casnigo (tra la valle delle Sponde e l'inizio della cresta del monte Farno), ad un'altezza di compresa tra i 412 m s.l.m. della zona nota come Villa Giuseppina e gli 858 della località Giondito, con il nucleo abitativo del capoluogo raccolto attorno al centro storico e distribuito in modo uniforme a circa 500 m.s.l.m.
I limiti amministrativi del comune creano un corpo principale a forma triangolare, con l'aggiunta di un piccolo lembo di terra, la cui larghezza varia dai 35 agli 80 metri, proteso verso Sud e posto trasversalmente alla val Gandino, che raggiunge il territorio di Cene presso la valle Asinina. Questo tratto lungo e stretto, che parte dall'angolo Sud-Ovest e sale sulle propaggini del monte Beio, probabilmente venne aggiunto in età medievale, al fine di creare una zona cuscinetto tra le comunità di Casnigo e Leffe, per sopire le controversie e la rivalità tra i due borghi della valle.

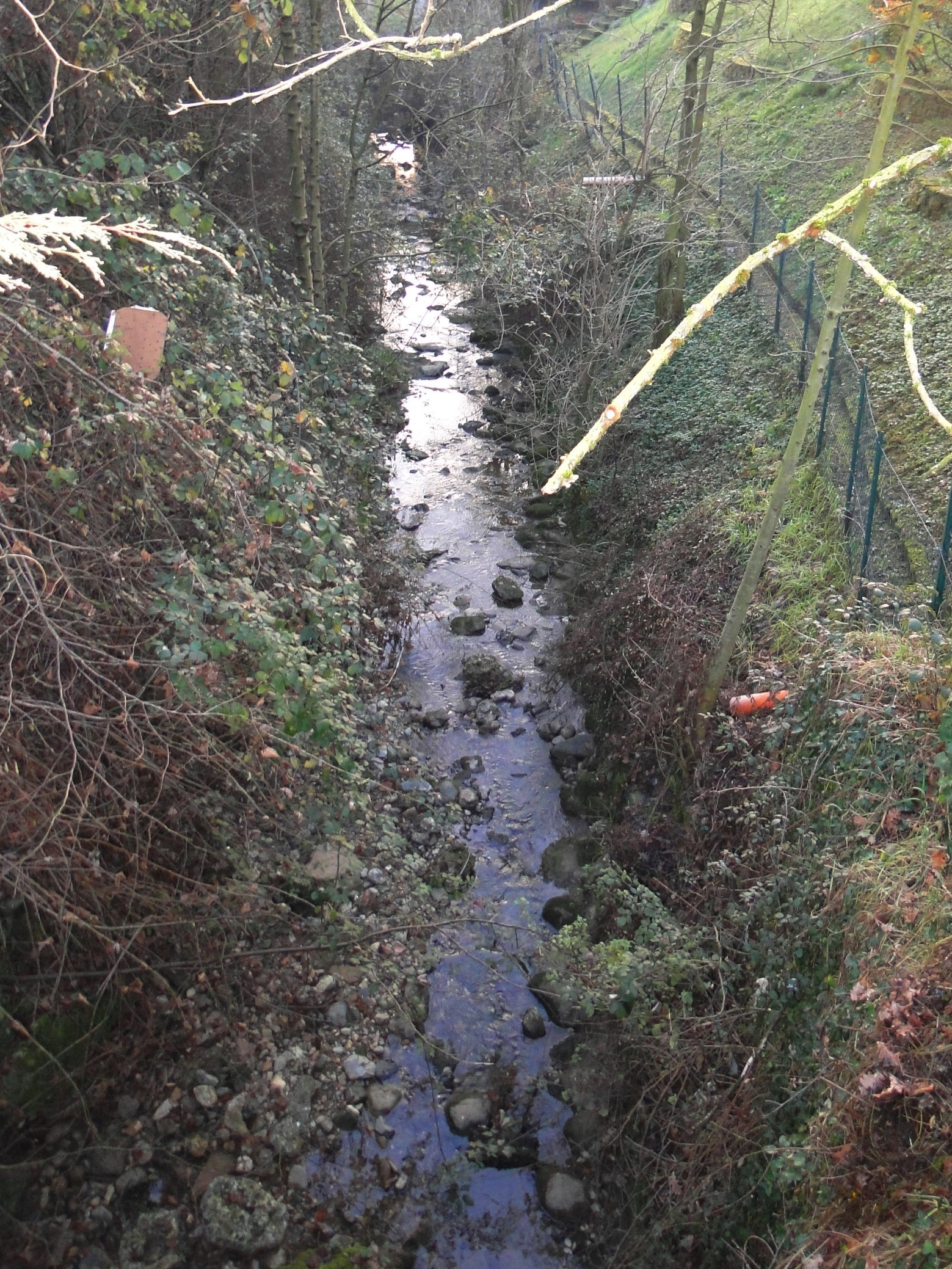
Il torrente Re a monte del paese.

I confini con i centri limitrofi non sono dati da limiti morfologici quali fiumi o monti: con Barzizza (frazione di Gandino) ad Ovest, con Gandino a Sud e con Casnigo ad Est. In quest'ultimo caso, per un breve tratto è il piccolo corso d'acqua della val Morino a fungere da limite amministrativo con il vicino centro.

Il centro storico è situato lungo la strada che collega Gandino con Casnigo, anche se in seguito all'espansione edilizia avvenuta negli ultimi decenni del XX secolo i nuclei abitativi ed industriali sono pressoché fusi con soluzione di continuità con quelli dei comuni limitrofi.
Nonostante l'estensione limitata, l'idrografia è molto ricca. Difatti nel territorio comunale rientra, anche se per un brevissimo tratto, sia il torrente Romna, ovvero il corso d'acqua che bagna tutti i paesi della valle, che sorgenti e piccoli torrenti, dei quali tuttavia nessuno è incluso totalmente nei confini del paese, che raccolgono le acque in eccesso provenienti dal monte Farno e dal pizzo di Casnigo. Tra questi rivoli vi sono quelli che solcano la valle della Brusada, proveniente dalla località Roverò, ed il Vallone del Gazzo (detto anche val Gasc), che scende dal colle Zucchetto (noto anche come colle di san Lorenzo): entrambi confluiscono nella valle Caldara, che scorre a fianco di via valle Gaggio. Quest'ultima si getta nel torrente Re, stessa sorte sia del torrente Togna, che vi confluisce nei pressi della locale scuola materna, che del torrente della valle Morino, che vi si unisce nei pressi del centro consortile di Casnigo. Il Re, un tempo chiamato "Recoldana", scende da Gandino e confluisce nella Romna appena entrato nei confini di Casnigo.
Sono inoltre presenti alcune sorgenti che fino alla prima metà del XX secolo, quando nel paese non era ancora presente un acquedotto, soddisfacevano gran parte delle esigenze idriche del paese. È il caso delle fonti Morino, Cà Manì e Reggiolino che, in seguito alla forte industrializzazione, sono state abbandonate a causa delle pessime condizioni dovute all'inquinamento.

## Storia

### Dalla Preistoria ai Longobardi

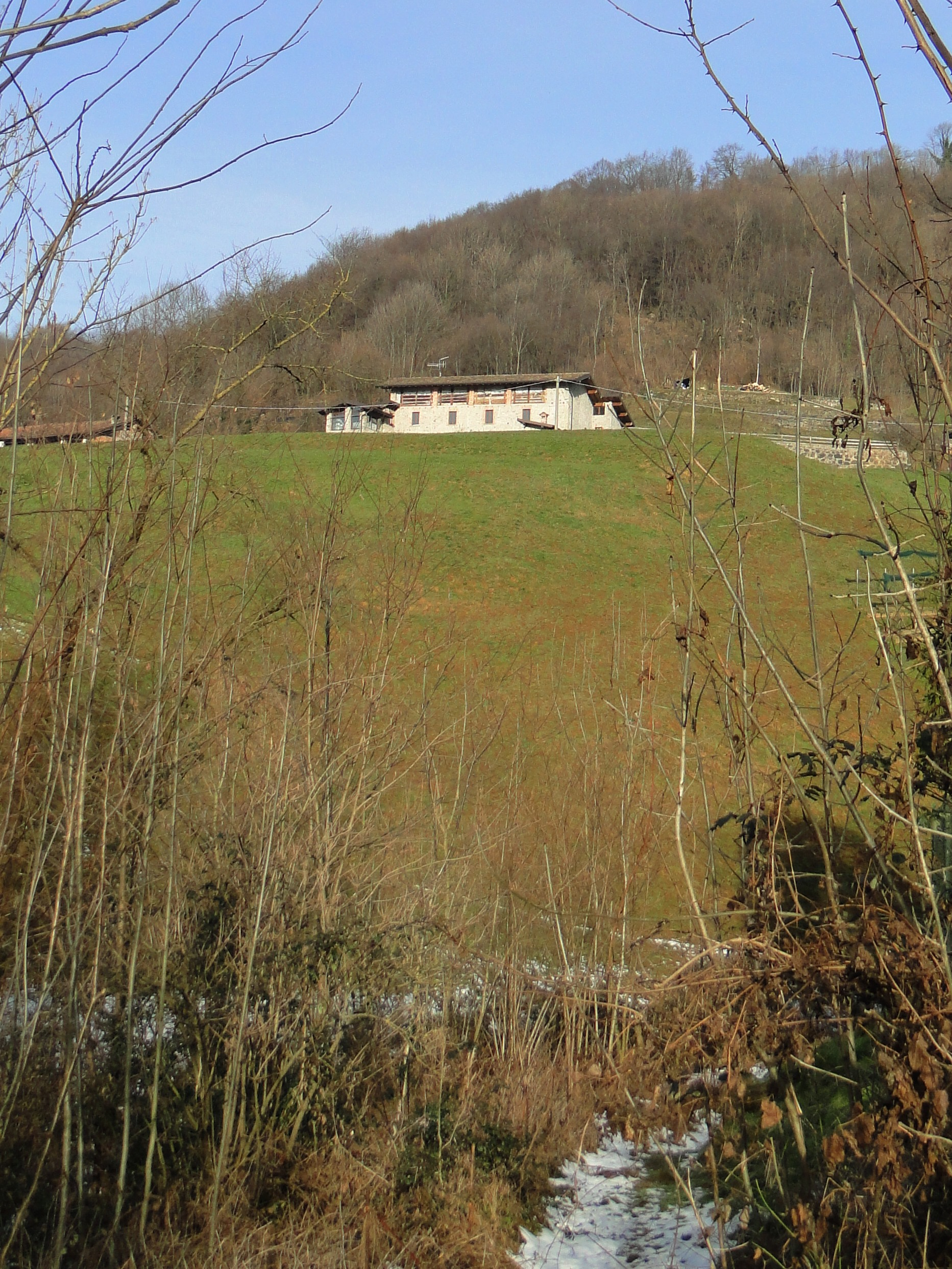
La valle del Gaggio, toponimo di origine longobarda.

I resti più antichi, che permettono di ricostruire l'origine morfologica del territorio, sono riconducibili al periodo geologico del Pleistocene, quando nella zona della val Gandino era presente un lago, noto come lago di Leffe. Questo, una volta scomparso, lasciò nel sottosuolo della valle numerosi sedimenti quali argilla, carbonati e lignite che, oltre a fornire preziose indicazioni ai ricercatori, grazie alla loro estrazione permisero agli abitanti di ricavare fonte di sostentamento.
I primi segni di insediamenti dell'uomo sul territorio risalgono invece all'Età del ferro, ad un periodo compreso tra il IX e l'VIII secolo a.C., come testimoniato da un'ascia bronzea ad alette terminali, rinvenuta nel 1940 in località Söcc (nei pressi del confine comunale con Casnigo).
Erano probabilmente i primi insediamenti stabili, in un'epoca in cui si svilupparono piccoli agglomerati, a margine dei quali cominciarono a trovare spazio le prime coltivazioni stanziali. Si trattava di popolazioni di origine ligure, dedite alla pastorizia, tra cui gli Orobi. Ad essi, a partire dal V secolo a.C., si aggiunsero ed integrarono le popolazioni di ceppo celtico, tra cui i Galli Cenomani. Queste erano comunque presenze sporadiche, che non formarono mai un nucleo abitativo definito.
A partire dal I secolo a.C. la zona fu interessata dalla conquista dei Romani, che la inclusero nel Pagus Saturnius che raggruppava i centri della val di Scalve e della media ed alta val Seriana.
Pur rimanendo estranei alle vicende della valle Gandino, i nuovi conquistatori lentamente si integrarono alle popolazioni celtiche. La piccola comunità, indicata da alcuni studiosi come la borgata più antica della Valgandino, era composta da persone legate tra loro da vincoli di sangue ed interessi comuni, tra cui lo sfruttamento dei pascoli e la gestione dei boschi.
Al termine della dominazione romana vi fu un periodo di decadenza ed abbandono del centro abitato, con la popolazione che sovente era costretta a cercare riparo sulle alture circostanti al fine di difendersi dalle scorrerie perpetrate dalle orde barbariche. La situazione ritornò a stabilizzarsi con l'arrivo dei Longobardi, popolazione che a partire dal VI secolo si radicò notevolmente sul territorio, influenzando a lungo gli usi degli abitanti: si consideri infatti che il diritto longobardo rimase de facto attivo nelle consuetudini della popolazione fino alla sua abolizione, avvenuta soltanto al termine del XV secolo. Segni della loro presenza sono tuttora riscontrabili nel toponimo della valle del Gaggio, il cui nome deriva dal termine tardo-latino gagium, indicante un'estesa località boschiva recintata o delimitata, matrice comune al vicino centro di Gazzaniga, ma anche utilizzato anche in altri toponimi lombardi, come Roncallo Gaggio e Gaggiano.

### Il Medioevo

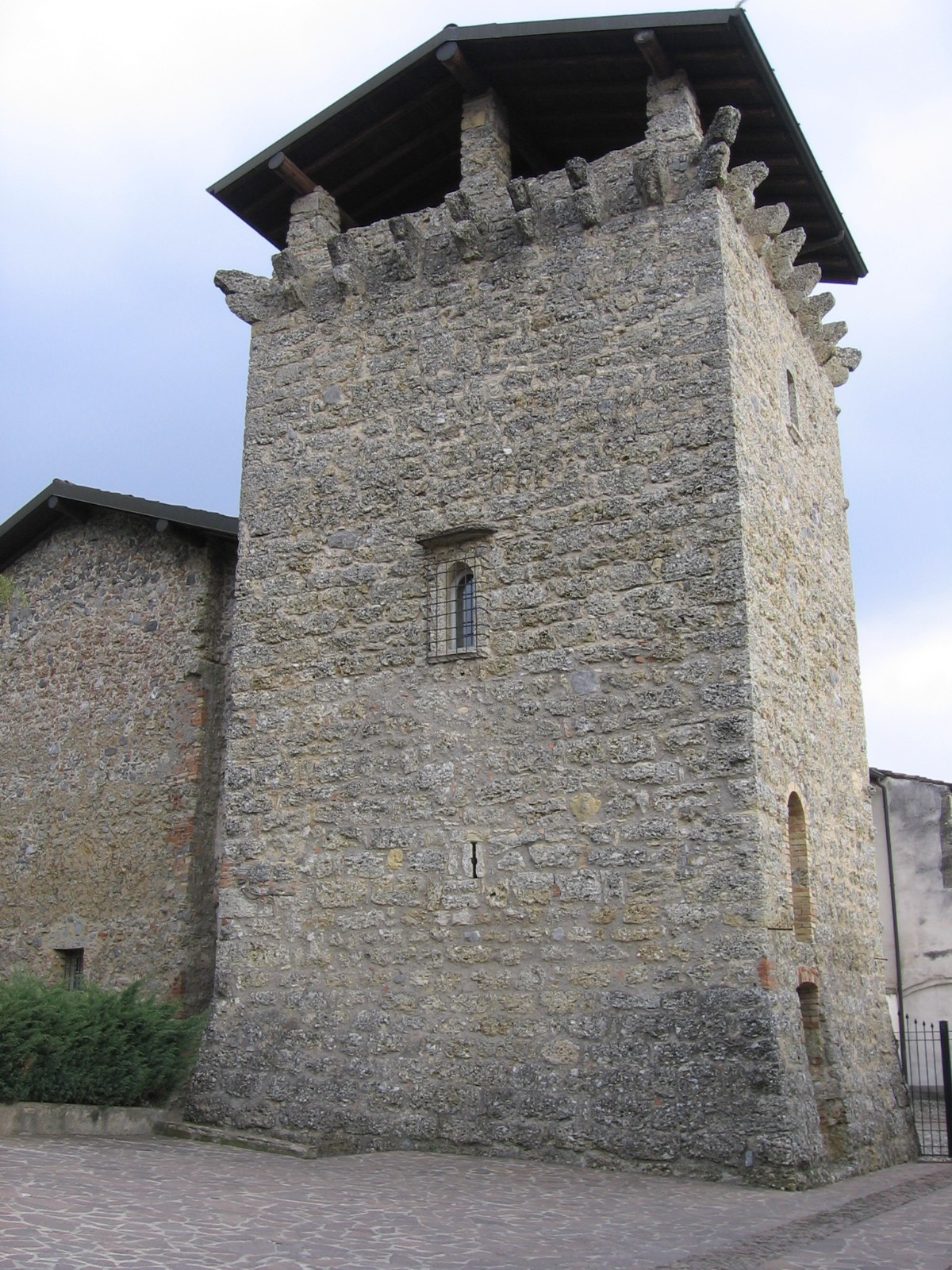
La torre, simbolo del paese.

Con l'arrivo dei Franchi, avvenuto verso la fine dell'VIII secolo il territorio venne sottoposto al sistema feudale, ed il paese venne inizialmente assegnato, al pari di gran parte della valle, ai monaci di Tours. Ed è a questo periodo che risale il primo documento scritto in cui si attesta l'esistenza del borgo: è durante l'anno 973 che in un documento viene citato il Borgo di Sant'Andrea.
In seguito, grazie a permute, donazioni ed investiture, la figura del Vescovo di Bergamo acquisì pieno potere su tutta la val Seriana, assurgendo in modo ufficiale a ruolo di feudatario nel 1041.
Con il passare degli anni al potere vescovile si affiancò quello di alcune famiglie della zona, che riuscirono ad ottenere sempre più spazio, passando dal ruolo di grandi proprietari a quelli di feudatari de facto. È il caso dei Cazzani, famiglia nobile di origine franco-longobarda, che acquisì così tanto prestigio e potere sul paese da far identificare il nome del proprio casato con quello del borgo stesso, che da quel momento venne appunto chiamato Cazano (poi traslato nell'attuale Cazzano).

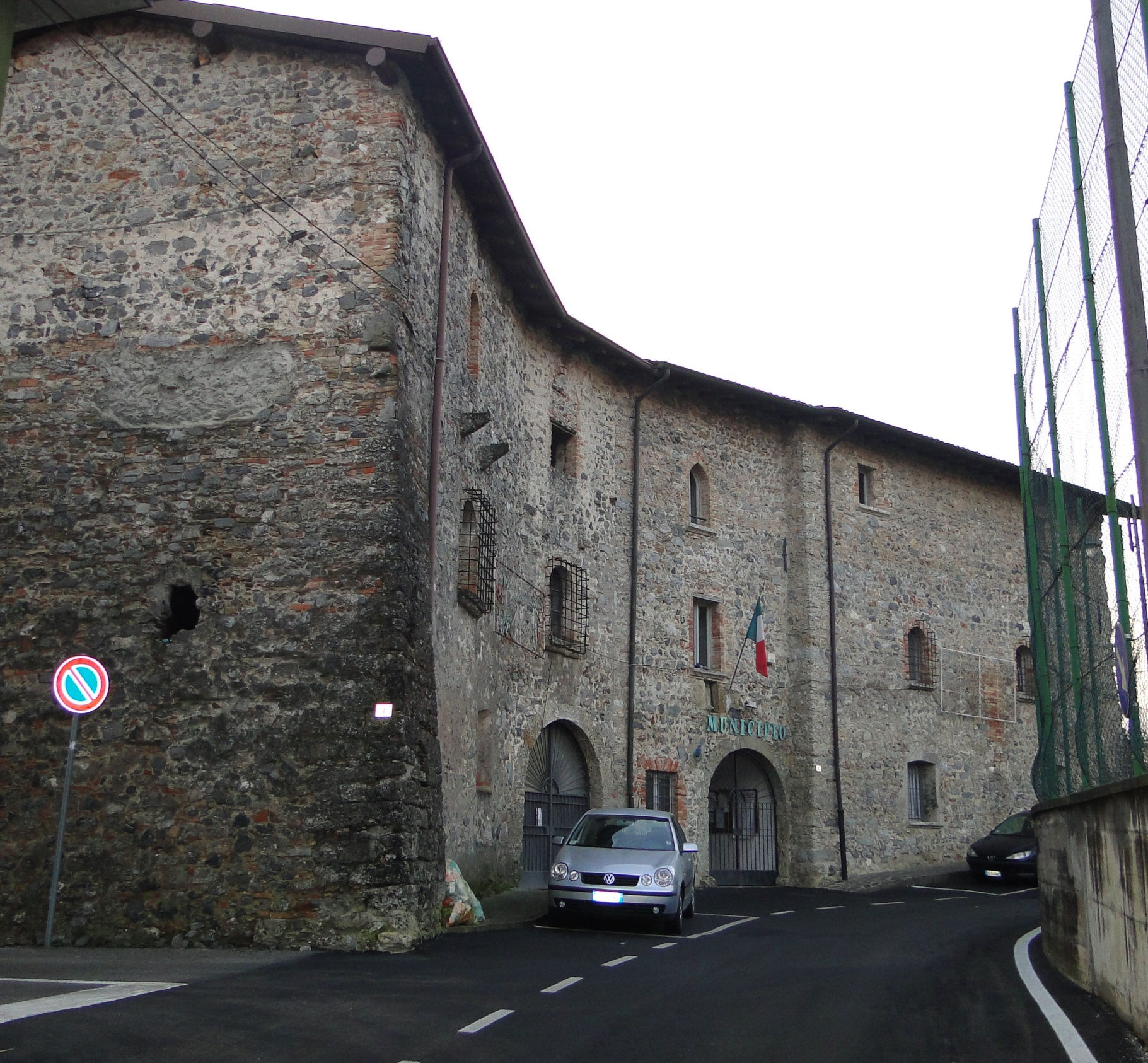
Il lato settentrionale del complesso di cui fa parte la torre, ora adibito a municipio.

Riguardo all'origine del nome vi sono però anche altre teorie, tra le quali quella che lo vorrebbe far derivare da Cassianum, ovvero proprietà della gens Cassia, affine anche al celtico cassus, che indica la pianta del cerro. Altre fonti ritengono che l'origine possa invece essere longobarda, da cass o cazz, ovvero accampamento, oppure derivare dal latino Cattius, da ritenersi uno dei primi abitanti della zona.
In ogni caso, la famiglia dei Cazzani cominciò a dotare la propria abitazione con strumenti di difesa, rendendola una piccola fortezza dominata da una torre, che in breve tempo divenne l'elemento architettonico caratterizzante dell'intero paese.
Nel pieno dell'età comunale, come testimoniato da documenti del 1263, Cazzano cominciò a definire i propri limiti territoriali unendosi a Barzizza, centro posto più a monte sulle pendici del monte Farno, nell'entità comunale denominata “Barzizza con Cazzano” ed inserita nella circoscrizione denominata Facta di san Lorenzo. Nel 1353 Cazano viene invece indicato come centro autonomo, salvo poi essere nuovamente aggregato a Barzizza, come testimoniato dagli statuti della città di Bergamo del 1392.
In quegli anni cominciarono a verificarsi attriti tra gli abitanti, divisi tra guelfi e ghibellini, che raggiunsero livelli di recrudescenza inauditi.
Le cronache del tempo raccontano di numerosi episodi tragici in tutta la provincia di Bergamo, che venne dilaniata da questa sanguinosa faida. Anche Cazzano non fu immune da questi eventi, il più grave dei quali si verificò il 23 maggio 1380 quando una colonna guelfa guidata da Toniolo da Greco e composta da esponenti della valle Seriana superiore, dalla Val Brembana e dalla Val Camonica, dopo aver danneggiato il vicino paese di Casnigo, irruppe a Cazzano tramite il sentiero che collegava i due centri (ovvero l'attuale strada tra Casnigo e Gandino), saccheggiando il centro abitato e portando terrore tra la popolazione.
Gli screzi, seppur di minore entità, continuarono per molti anni, al punto che san Bernardino si recò in tutti i paesi della valle per predicare la riconciliazione.
In occasione degli scontri, gli abitanti di Cazzano e Barzizza esibivano sui propri stemmi un'effigie raffigurante una zingara danzante che, secondo la tradizione, si fermò nel borgo in epoche remote segnando profondamente gli animi degli abitanti.

### La Serenissima

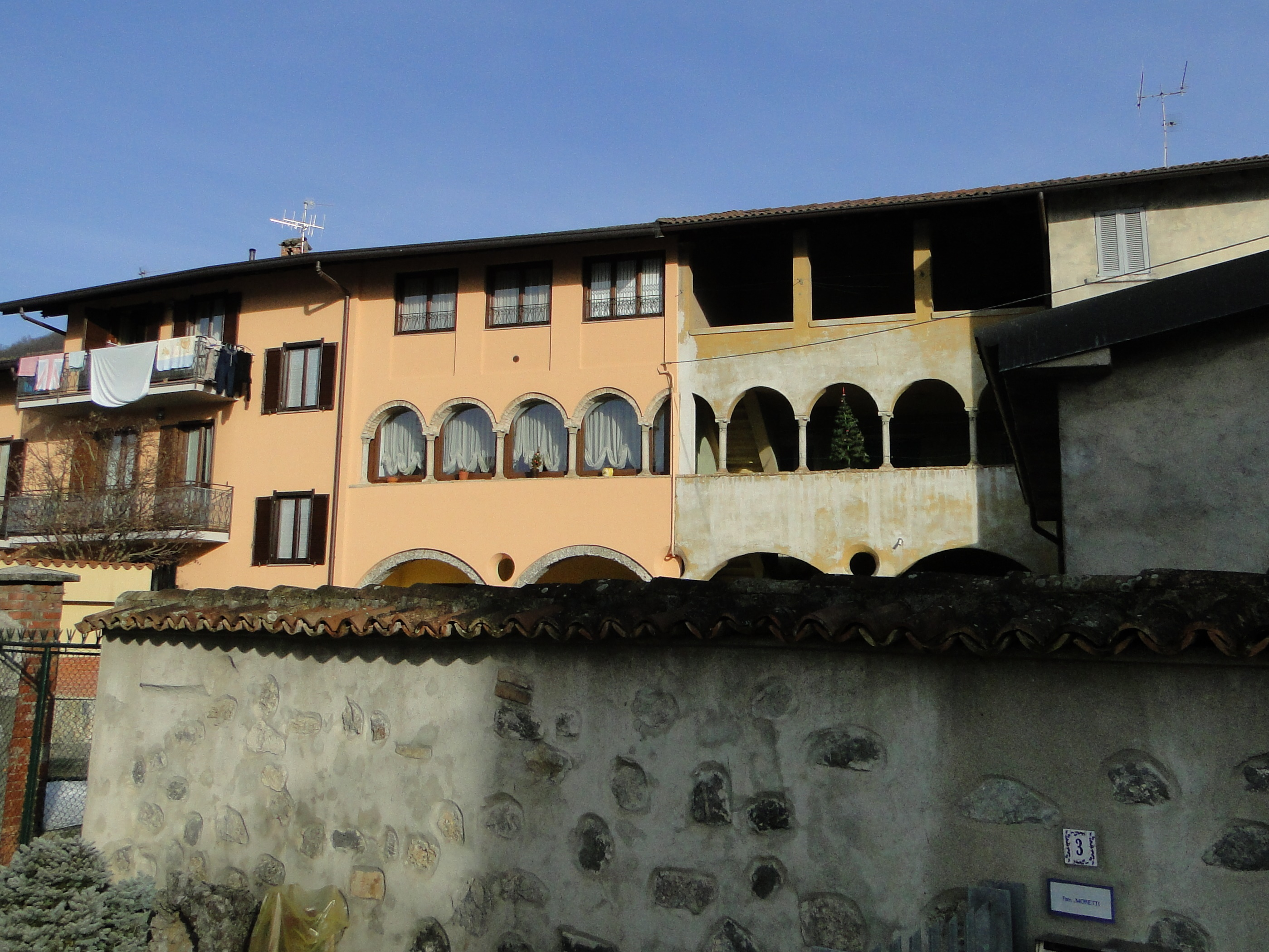
La casa presso la quale ebbe origine il casato dei conti Greppi.

Alla definitiva pacificazione si arrivò pochi anni più tardi grazie al passaggio alla Repubblica di Venezia, avvenuto nel 1427 dopo un'espressa richiesta di Bergamo e delle sue valli, e ratificato dalla Pace di Ferrara del 1428. La Serenissima inserì Cazzano nella Quadra della val Seriana di Mezzo, con capoluogo Gandino, e diede il via ad un periodo di tranquillità in cui l'intera zona riprese a prosperare, garantendo una diminuzione della pressione fiscale ed offrendo maggiore autonomia.
Difatti Cazzano riacquisì la propria indipendenza sia a livello amministrativo, separandosi da Barzizza nel 1435, sia a livello religioso, ergendosi a parrocchia nel 1459.
Un violento scossone alla tranquillità della popolazione arrivò tra il 1629 ed il 1631, quando una carestia, seguita da una violenta epidemia di peste di manzoniana memoria, causò la morte di 117 abitanti su un totale di 366, oltre il 37% dei residenti.
Inoltre nella seconda metà del XVIII secolo il paese, che da sempre si appoggiava all'indotto dell'industria laniera di Gandino, fu colpito dalla crisi della produzione dei panni di lana, dovuta all'importazione di prodotti esteri a prezzo più basso, che mise in ginocchio la produzione ed il commercio della materia prima.
Ma il potere della Repubblica di Venezia era ormai agli sgoccioli, tanto che nel 1797, in seguito al trattato di Campoformio, venne sostituita dalla napoleonica Repubblica Cispadana. Il cambio di dominazione comportò una revisione dei confini, che portarono Cazzano ad essere nuovamente aggregato a Barzizza. Quest'unione durò poco, dal momento che già nel 1805 i due comuni vennero nuovamente scissi.

### Dai francesi fino ai giorni nostri

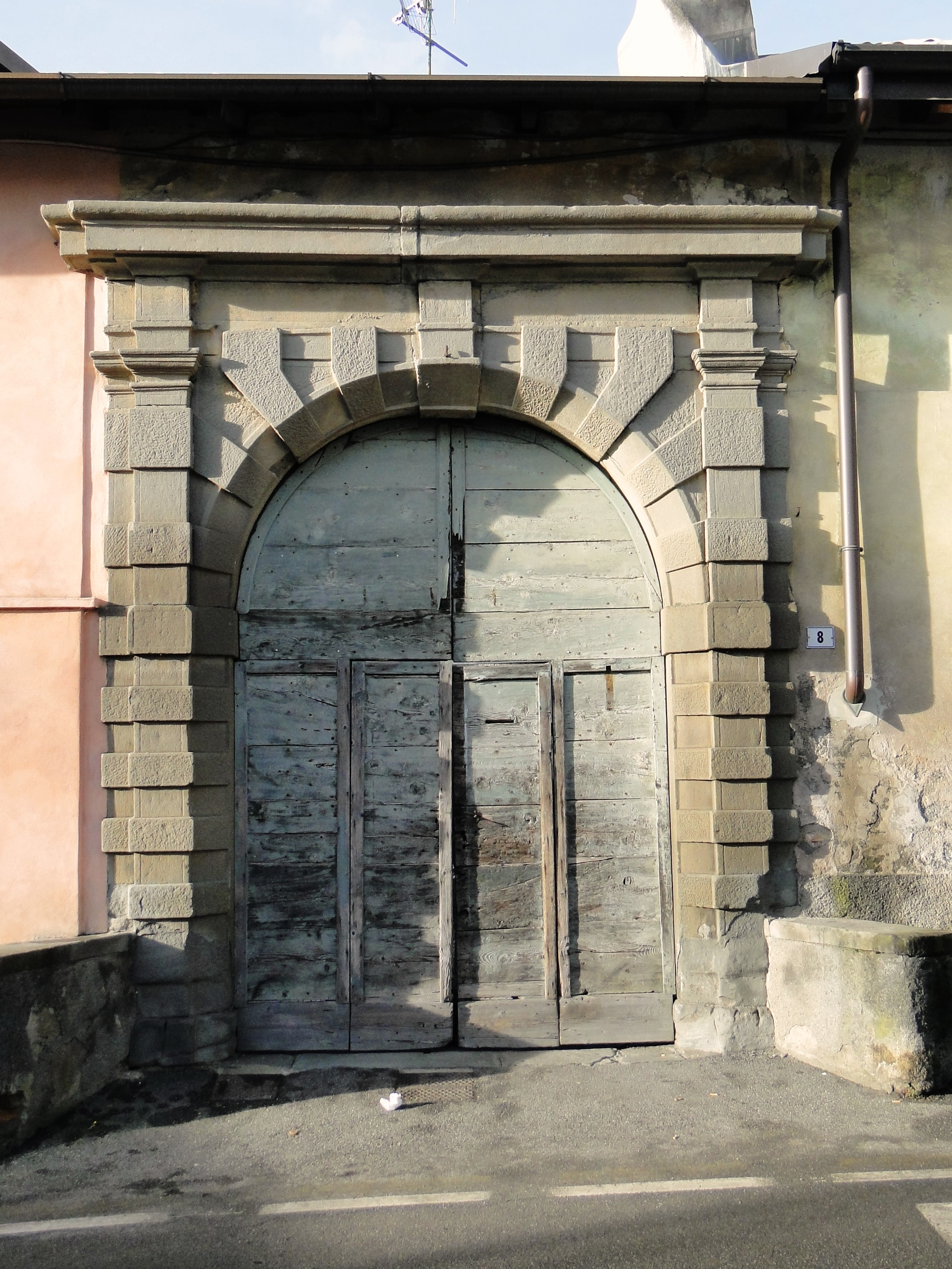
Portale dell'abitazione che nel XIX secolo apparteneva alla famiglia Agogeri.

Dopo quattro anni i limiti territoriali vennero nuovamente ridisegnati mediante un'imponente opera di accorpamento dei piccoli centri ai più grandi: in questo frangente Gandino assorbì Cazzano (unitamente a tutti gli altri centri della val Gandino), che riuscì a riottenere la propria autonomia nel 1816, in occasione del nuovo cambio di governo che vide subentrare l'austriaco Regno Lombardo-Veneto alle istituzioni francesi.
In quel periodo, come testimoniato dallo storico Giovanni Maironi da Ponte, la gran parte della popolazione (stimata in circa 300 unità) era impegnata nell'agricoltura e nelle manifatture della lana. A queste, a partire dai primi anni del XIX secolo, si affiancarono le attività estrattive di lignite e, in minori quantità, anche argilla, antrace e carbon fossile. La prima miniera di lignite è documentata a partire dal 1805, con scavi posti presso il torrente Re e lungo la strada che collegava con Gandino. Questa attività si sviluppò in modo notevole, dato che questo materiale venne utilizzato come combustibile nella grande guerra e nel periodo ad essa successivo, tanto che sorsero parecchie gallerie in cui trovarono occupazione numerosi residenti. In una di queste (posta presso l'attuale complesso industriale Radici), il 27 febbraio 1873, si verificò un crollo che causò la morte di 13 minatori.
In seguito all'unità d'Italia, il paese nel 1863 cambiò denominazione, aggiungendo la dicitura "Sant'Andrea", al fine di evitare casi di omonimia con altri comuni del Regno d'Italia, quali Cazzano Brianza e Cazzano di Tramigna.

Un'ulteriore modifica fu attuata nel 1928 dal regime fascista, nell'ambito di una riorganizzazione amministrativa volta a favorire i grossi centri a scapito dei più piccoli, che inglobò Cazzano nei confini di Casnigo. I cazzanesi tuttavia malsopportavano questa unione (alla quale ne avrebbero preferita una con Gandino), tanto da avanzare numerose richieste di scissione. La volta buona fu nel 1957, con la definitiva autonomia che venne ratificata nel 1959.
Contestualmente, e fino al termine del XX secolo, nel paese si verificò un forte sviluppo industriale ed artigianale. Ad aziende dalle grandi dimensioni, quali le fornaci Mosconi ed il tappetificio Radici (inaugurato nel 1951) che sul finire degli anni 1950 occupavano 120 operai su una popolazione di 595 unità, si affiancarono ben presto numerose piccole realtà artigianali, che contribuirono ulteriormente alla ricchezza del paese. Il tutto fu accompagnato da uno sviluppo edilizio e da un conseguente sostanziale incremento della popolazione, che in quarant'anni raddoppiò di numero, passando dalle 675 unità del 1961 alle 1402 del 2001.

### Simboli
Lo stemma e il gonfalone sono stati concessi con decreto del presidente della Repubblica del 19 dicembre 1988.
Il torrione nello scudo rappresenta l'antico fortilizio costruito nel XII secolo durante le lotte tra guelfi e ghibellini, simbolo del paese e oggi sede municipale. Una tradizione orale narra che Cazzano fu il luogo dove in epoca remota si trovò a vagare una zingara danzante raffigurata poi sullo stemma comunale.
Il gonfalone è un drappo partito di rosso e di azzurro.

## Monumenti e luoghi d'interesse

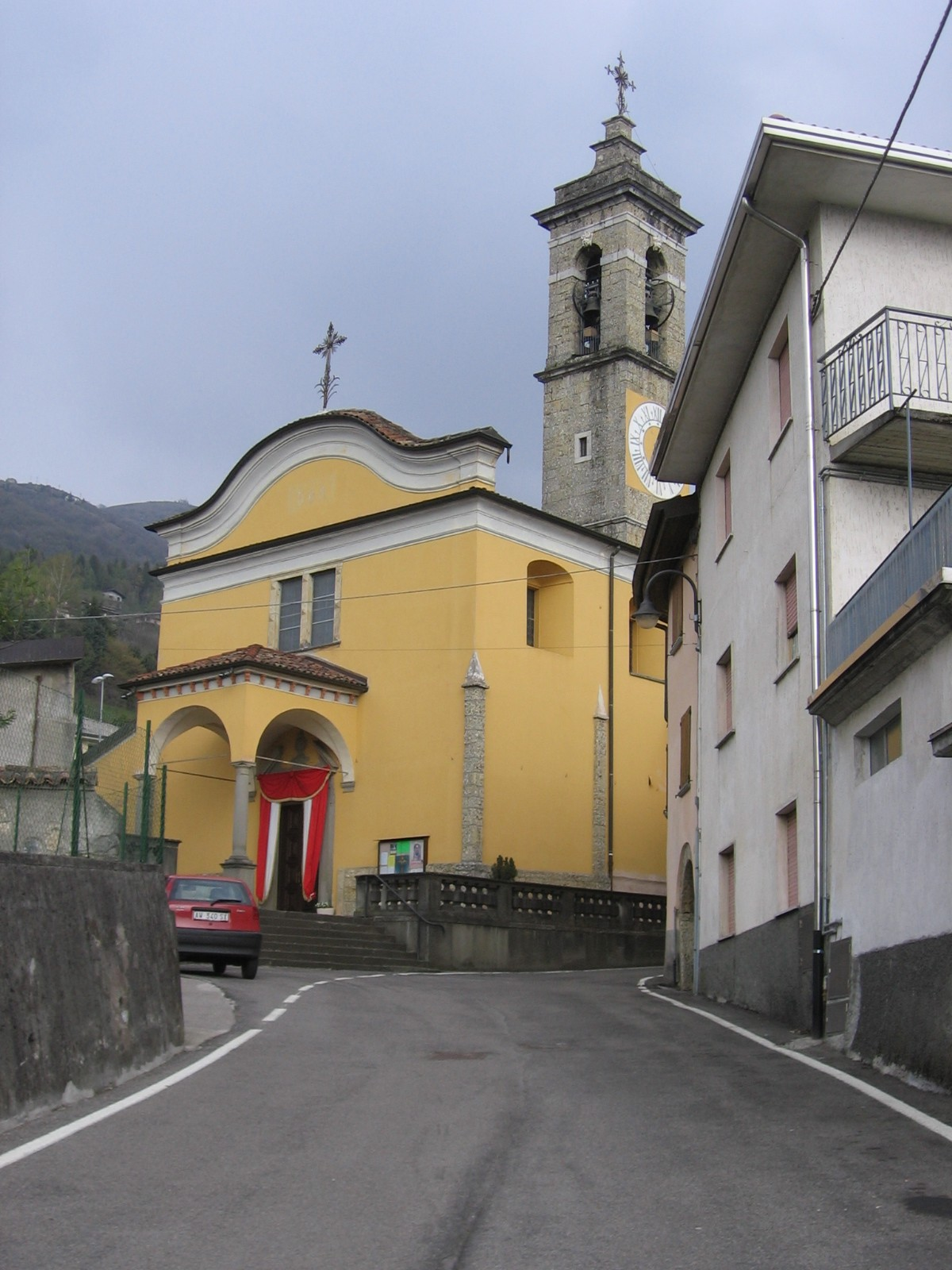
La chiesa parrocchiale di sant'Andrea.

L'edificio più importante, sia a livello architettonico che storico, è senza dubbio la torre medievale. Presente anche sullo stemma comunale, venne edificata nel XIII secolo quando, durante le lotte di fazione tra guelfi e ghibellini, la famiglia dei Cazzani decise di dotare la propria abitazione di un baluardo difensivo. Posta nella parte Sud del paese, la torre permette una vista che domina su gran parte della val Gandino, spaziando fino castello dell'Agro di Casnigo, da cui era poi possibile controllare la zona che arrivava fino al castello di Cene. Questa situazione faceva sì che le fortezze fossero visivamente collegate tra loro, garantendo così un'ampia rete difensiva. Questa ipotesi è suffragata dal fatto che un tempo la torre possedeva camminamenti utilizzati dai militari come vedetta.

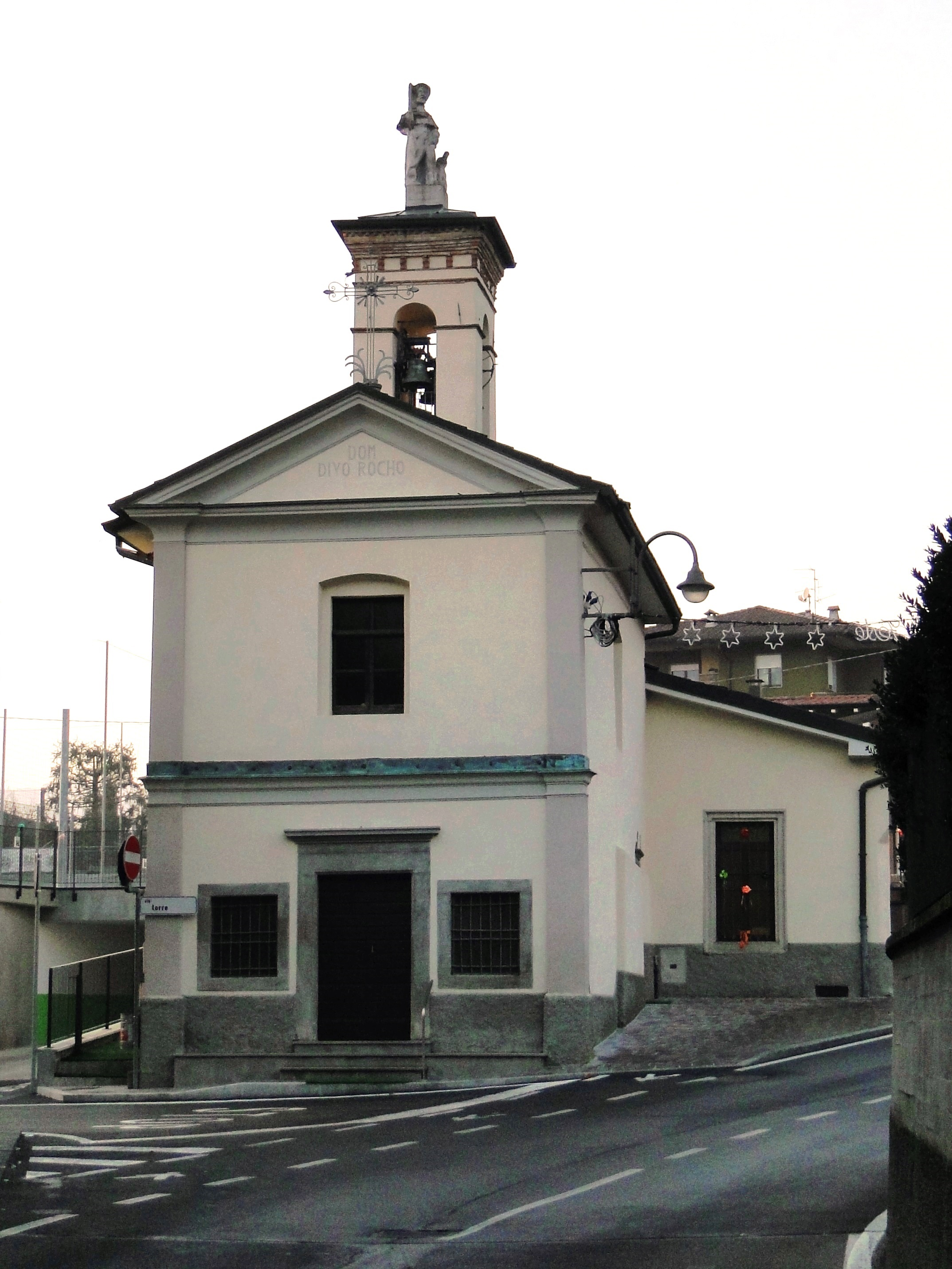
La chiesa di san Rocco.

Alta 15 metri, presenta differenti tipi di muratura, indice del fatto che fu costruita e rimaneggiata in epoche differenti. Alla struttura principale, la più antica, nel XIV secolo fu affiancato un corpo utilizzato a fini abitativi, con l'aggiunta di un secondo nucleo (l'attuale cascina Dosso), realizzato tra il XV ed il XVI secolo, che diede alla struttura la configurazione definitiva, simile ad un palazzo fortificato.
Attualmente è di proprietà comunale e sede municipale, tanto che nella torre e nella porzione Ovest sono collocati uffici comunali, mentre l'ala Est è adibita ad uso agricolo.
La tradizione narra che attorno a essa vi fossero molti cunicoli sotterranei, il principale dei quali avrebbe dovuto condurre all'edificio denominato come casa Greppi, situata a fianco della parrocchiale ed un tempo probabilmente adibito a prigione. Ristrutturato in modo significativo nel corso del XVIII secolo, fu abitato dal casato dei Greppi che ebbe poi in Antonio Greppi il suo più illustre rappresentante, divenendo uno dei banchieri più affermati nella Milano asburgica.
Interessanti sono anche altri edifici rustici settecenteschi, tra i quali spicca la Cà Manì, ristrutturata all'inizio del XXI secolo, a fianco della quale è stato realizzato un piccolo parco.
In ambito religioso, il principale edificio è senza dubbio la chiesa parrocchiale, dedicata a sant'Andrea Apostolo. La prima notizia che la riguarda risale al 21 gennaio 1360, nella quale la si descrive come chiesa subordinata a quella di Barzizza. Consacrata nel 1446 ed eretta a parrocchiale nel 1459, presenta una struttura con navata singola divisa in quattro campate da lesene con stucchi dorati. Dotata di una settecentesca torre campanaria, restaurata nel 2010, fu più volte sottoposta a ristrutturazioni ed ampliamenti, anche grazie alle elargizioni delle famiglie più in vista del paese, su tutti i conti Greppi. Questi ultimi donarono anche la pala d'altare, raffigurante il santo patrono, opera del pittore milanese Andrea Appiani. All'interno sono inoltre custodite opere di indubbio valore, quali l'altare marmoreo della Madonna del Rosario e gli Angeli, posti presso l'altare maggiore, opere dello scultore Andrea Fantoni. Interessanti sono anche la statua quattrocentesca del Cristo morto (l'opera più antica presente) che gli affreschi che ornano il presbiterio (episodi biblici) e la volta (episodi della vita di sant'Andrea), opere della famiglia Quaglio.
Poco distante si trova la chiesetta di san Rocco, edificata nel 1529 in seguito ad una violenta ondata di peste. Dalla struttura semplice, costituita da un'unica navata, si presenta con una facciata che termona con un timpano a forma triangolare. All'interno le lesene sono sormontate da capitelli in stile corinzio, mentre le principali opere sono le due statue di san Rocco e dell'Immacolata, nonché gli affreschi della vita del santo, eseguite nel 1793 della famiglia Quaglio.

## Società

### Evoluzione demografica
Abitanti censiti

### Etnie e minoranze straniere
Gli stranieri residenti nel comune sono 47, ovvero una percentuale pari al 2.9% della popolazione, uno dei valori più bassi della zona. Di seguito sono riportati i gruppi più consistenti:
1. Romania, 14
2. Senegal, 10
3. Ucraina, 6
4. Marocco, 4
5. Sri Lanka, 3
6. Brasile, 3
7. Moldavia, 2
8. Polonia, 1
9. Cina, 1

## Amministrazione
| Periodo          | Periodo         | Primo cittadino     | Partito   | Carica                  | Note |
| ---------------- | --------------- | ------------------- | --------- | ----------------------- | ---- |
| 7 dicembre 1959  | 6 novembre 1960 | Adamo Tomasini      |           | Commissario prefettizio |      |
| 20 novembre 1960 | ?               | Stefano Mosconi     |           | Sindaco                 |      |
|                  |                 |                     |           | Sindaco                 |      |
| 23 aprile 1995   | 12 giugno 1999  | Antonio Bernardi    | Lega Nord | Sindaco                 |      |
| 13 giugno 1999   | 13 giugno 2004  | Nunziante Consiglio | Lega Nord | Sindaco                 |      |
| 14 giugno 2004   | 7 giugno 2009   | Nunziante Consiglio | Lega Nord | Sindaco                 |      |
| 8 giugno 2009    | 25 maggio 2014  | Albina Vian         | Lega Nord | Sindaco                 |      |
| 26 maggio 2014   | in carica       | Sergio Spampatti    | Lega Nord | Sindaco                 |      |